# シシュフォス (小惑星)
シシュフォス (1866 Sisyphus) は近日点が地球の軌道の内側にあるアポロ群の火星横断小惑星である。地球横断小惑星の内で最も大きい小惑星であり、6500万年前に恐竜の絶滅の原因の一つと考えられている小惑星衝突をおこし、チクシュルーブ・クレーターを残した小惑星と同等の大きさであると考えられている。
スイスの天文学者、パウル・ヴィルトがベルン大学のツィンマーヴァルト天文台で発見した。ギリシア神話に登場するシシュポスから命名された。シーシュポス、シジフォス、シシフォスとも呼ばれる。
1985年12月にアレシボ天文台でレーダー観測が行われた。2007年になって、この時のデータから衛星の存在が判明した。ただし大きさや軌道については不明である。